# Glucagon-like Peptide 1
Das Peptidhormon Glucagon-like Peptide 1 (GLP-1) ist neben GIP das bedeutsamste Hormon für den Inkretin-Effekt (die erhöhte Insulinausschüttung bei enteraler verglichen mit parenteraler Glucosezufuhr). GLP-1 unterdrückt zudem das Hungergefühl.
Beim Menschen besteht das wirksame Hormon aus den Aminosäuren 7–36 (> 80 %) bzw. 7–37 des Präglucagon-Proteins.
Erstmals wurde das GLP-1 im Jahre 1979 von der Arbeitsgruppe um Werner Creutzfeldt an der Universität Göttingen beschrieben. Auch Joel F. Habener (USA) und Jens Juul Holst (Dänemark) werden als Entdecker genannt. 

## Bildung
GLP-1 wird als Darmhormon von den neuroendokrinen L-Zellen in Ileum und Colon als Reaktion auf Glucose im Chymus produziert und in den Blutkreis freigesetzt.
Es wird innerhalb von Minuten von dem Enzym Dipeptidylpeptidase 4 (DPP 4) abgebaut und muss daher ständig neu produziert werden.

## Wirkungen
- Es verstärkt die Glucose-abhängige Freisetzung von Insulin aus den β-Zellen der Bauchspeicheldrüse durch Bindung an Gs-gekoppelte Rezeptoren. Über den Proteinkinase-A-Signalweg werden Kaliumkanäle geschlossen, die resultierende Depolarisation der Zellmembran führt zur Öffnung spannungsabhängiger Calciumkanäle. Calcium triggert die Fusion Insulin-speichernder Vesikel mit der Zellmembran. Ferner stimuliert GLP-1 die Transkription des Insulin-Gens und die Proliferation der Langerhans-Inseln.
- Es senkt die Produktion von Glucagon in den α-Zellen der Bauchspeicheldrüse. (Glucagon setzt Glucose aus der Leber frei.)
- Es verzögert die Entleerung des Mageninhaltes in den Darm und hemmt die Magensaftsekretion.
- Es fördert die Sättigung durch Bindung an Rezeptoren in der Area postrema.
- Es fördert die Ausschüttung von Orexin.[3]

Durch die ersten beiden Wirkungen werden zu hohe Glucosewerte im Blut verhindert, durch die drei anderen Wirkungen die Nahrungsaufnahme gedrosselt.

## Diabetestherapie mit GLP-1
Bei der Analyse von Stoffen aus dem Speichel der Gila-Krustenechse wurde das Hormon Exendin-4 isoliert, das GLP-1 ähnelt und wie dieses an die Rezeptoren der Bauchspeicheldrüse bindet, aber von der Dipeptidylpeptidase 4 nicht abgebaut wird. Das US-amerikanische pharmazeutische Unternehmen Amylin entwickelte gentechnisch Exendin-4 und brachte es unter dem Namen Exenatid 2005 als Arzneistoff zur subkutanen Injektion für Typ-II-Diabetiker in den Handel. In der Folge wurden weitere Inkretinmimetika entwickelt und als Arzneimittel zugelassen.
Eine Alternative stellen die Inhibitoren der Dipeptidylpeptidase 4 dar, welche den Abbau des GLP-1 hemmen und als oral verfügbares Medikament im Handel sind.